# Franciszek Wachowicz
Franciszek Wachowicz (* 22. März 1916 in Sędziejowice; † 27. November 1988) war ein Politiker der Polnischen Vereinigten Arbeiterpartei PZPR (Polska Zjednoczona Partia Robotnicza) in der Volksrepublik Polen, der unter anderem zwischen 1955 und 1968 Erster Sekretär der PZPR in der Woiwodschaft Kielce war. 

## Leben
Wachowicz trat 1937 der Polnischen Sozialistischen Partei PPS (Polska Partia Socjalistyczna) als Mitglied bei und war während der deutschen Besetzung Polens 1939 bis 1945 Angehöriger der Volksarmee (Armia Ludowa). Nach Kriegsende trat er der im Dezember 1948 gegründeten Polnischen Vereinigten Arbeiterpartei PZPR (Polska Zjednoczona Partia Robotnicza) bei und fungierte zwischen 1955 und 1968 als Erster Sekretär der PZPR in der Woiwodschaft Kielce. Ferner war er Mitglied des Zentralkomitees der PZPR.
Bei der Wahl vom 20. Januar 1957 wurde Wachowicz zum Mitglied des Sejm gewählt und gehörte diesem bis Februar 1972 an. Zuletzt war er in der fünften Legislaturperiode vom 27. Juni 1969 bis zum 22. Dezember 1971 sowohl Vize-Vorsitzender des Innenausschusses als auch Sekretär der PZPR-Fraktion. Für seine Verdienste in der Volksrepublik Polen wurde ihm der Orden Banner der Arbeit (Order Sztandaru Pracy) Zweiter Klasse sowie später Erster Klasse verliehen.